# Parc national du Tok-Stanovoï
Le parc national du Tok-Stanovoï (en russe : Национальный парк «Токинско-Становой», d'après la rivière Tok et le Stanovoï) en Russie est situé aux sources montagneuses de la rivière Zeïa, dans les hautes terres de Stanovoï dans l'Extrême-Orient russe. Il a été créé en 2019 pour protéger des éléments naturels importants, en particulier les mouflons des neiges de Sibérie, ainsi que le patrimoine culturel du peuple autochtone Evenk, éleveur de rennes,. Le parc est situé dans l'oblast de l'Amour, à la  rencontre des frontières de l'oblast de l'Amour, de la république de Sakha et du kraï de Khabarovsk,,.

## Topographie
Le parc protège une région isolée du bassin versant supérieur de la rivière Zeïa, sur le versant sud de la chaîne de montagnes Toko-Stanovik. Le grand barrage de la Zeïa se trouve en aval à 140 km au sud-ouest. Le parc s'étend sur 120 km d'ouest en est le long de la chaîne, et sur 30 km du nord au sud. Bien que le lac Bolshoye Toko donne son nom aux montagnes et au parc, le lac lui-même est à 30 km au nord du parc sur le versant nord des montagnes Stanovoy.
Le relief du parc est remarquable pour les vallées glaciaires et les lacs aux altitudes plus élevées, les plateaux volcaniques du Pléistocène (période glaciaire) et les mini-cônes volcaniques éteints, ainsi que les forêts inférieures représentant la taïga de Sibérie orientale.

## Écorégion et climat
Les altitudes les plus élevées du parc se trouvent dans l'écorégion de la toundra du Mont Chauve du Trans-Baïkal (pergélisol, mousse et lichen, et roches nues) s'étendant du lac Baïkal (1 300 km à l'ouest du parc) jusqu'à la mer d'Okhotsk 400 km à l'est. Les altitudes plus basses du parc se trouvent dans l’écorégion de la taïga de Sibérie orientale.
Le climat du parc est un climat continental humide (classification de Köppen). Ce climat se caractérise par d'importants écarts de température saisonniers et un été chaud (au moins quatre mois avec une moyenne de plus de 10 ° C), mais pas de mois avec une moyenne supérieure à 22° C, et des hivers froids avec des précipitations mensuelles inférieures au dixième du mois d'été le plus humide,.

## Plantes et animaux
Les zones d'altitude déterminent les communautés florales dans le parc : épicéa de Sibérie (Picea obovata) et sapin de Sibérie (Abies sibirica) sur les pentes inférieures, pin de Sibérie (Pinus sibirica) dans une fine bande au-dessus et toundra de montagne au-delà d'environ 1 200 mètres. Les prairies du parc abritent des troupeaux de rennes, dont un petit nombre appartient aux Evenks. Le parc est un lieu de repos pour la grue de Sibérie, en danger critique d'extinction, sur sa route de migration nord-sud. Le parc abrite également une sous-espèce rare du mouflon des neiges de Sibérie, le mouflon des neiges d'Okhotsk (Ovis nivicola alleni),.

## Voir également
- Aires protégées de Russie